# Vittoria Farnese
Vittoria Farnese, född 1618, död 1649, var en hertiginna av Modena; gift med hertig Francesco I av Este.

## Biografi
Vittoria Farnese var dotter till Ranuccio I Farnese och Margareta Aldobrandini. Vittoria gifte sig med Francesco I av Este den 12 februari 1648 i Parma. Han var hennes svåger och hade tidigare varit gift med hennes äldre syster. Äktenskapet hade arrangerats efter att hennes syster, och hans förra hustru, hade avlidit i barnsäng. Vittoria var hertiginna av Modena i arton månader. Under den tiden lyckades hon göra ett gott intryck i Modena och bli populär för sin fromhet och generositet. 
Vittoria Farnese dog i barnsängsfeber. 